# キレ・リステフスキ
キレ・リステフスキ（Kire Ristevski マケドニア語: Кире Ристевски、1990年10月22日 - ）は、北マケドニア出身のサッカー選手。エスニコス・アフナ所属。ポジションは、ディフェンダー（センターバック）。

## クラブ歴
地元クラブであるFKペリステルでプロキャリアをスタート。
2010年7月、アルバニアのKFエルバサニに移籍。2011年1月、同リーグ所属のKFバイリス・バルシュに移籍。
2013年12月27日、ブルガリアのPFCスラヴィア・ソフィアに2年契約で移籍。
2015年1月9日、アルバニアに戻りKFティラナと18か月間の契約を結んだ。しかしその後、クラブによる給与未払いが続いているとしてシーズン終了後に退団した。2015年夏、母国マケドニアのFKラボトニツキに加入。
2016年2月、ハンガリーのヴァシャシュSCに移籍。2017-18シーズン終了後に退団した。2018年9月、同リーグのウーイペシュトFCに加入。
2021年7月、キプロスのAELリマソールに加入。

## 代表歴
2014年3月5日、親善試合のラトビア戦で北マケドニア代表初キャップ。